# Orestes da Rocha Lima
Orestes da Rocha Lima (Rio de Janeiro, 15 de dezembro de 1893 — Rio de Janeiro, 23 de dezembro de 1966) foi um militar brasileiro que exerceu o cargo de interventor no estado do Rio Grande do Norte, sendo o último a ocupar essa posição. Sua passagem pela interventoria foi breve, limitando-se a um período de apenas seis meses, nos quais ele manteve quase inalterada a equipe nomeada por seu predecessor, o ex-interventor Ubaldo Bezerra de Melo.
O objetivo primordial de Rocha Lima durante sua incumbência era assegurar a estabilidade e regularidade do processo eleitoral em andamento. Ele permaneceu no cargo de interventor até a posse do governador eleito, José Varela, que ocorreu em 31 de julho de 1947, após uma extensa batalha jurídica. Assim, encerrou-se, com o general Orestes Lima, o último capítulo da presença dos interventores federais no âmbito do Rio Grande do Norte.
Antes de ser designado para ocupar essa função, Orestes da Rocha Lima ocupava o posto de comandante da Guarnição Militar de Natal. Sua reputação era a de um indivíduo prudente, e durante o processo eleitoral, ele acompanhou de forma equidistante as questões políticas locais e provincianas.
O general Rocha Lima deixou um legado marcante como interventor, demonstrando sua dedicação à estabilidade política e ao processo democrático do Rio Grande do Norte. Sua breve estadia no cargo representou um momento significativo na história do estado, marcando a transição para o restabelecimento do governo civil e a plena autonomia política.
Era filho de Antonio Corrêa Lima e Cantidiana da Rocha Lima, e casado com Dulce Lins da Rocha Lima.